# Epamera yalae
Epamera yalae är en fjärilsart som beskrevs av Riley 1928. Epamera yalae ingår i släktet Epamera och familjen juvelvingar. Inga underarter finns listade i Catalogue of Life.